# فارم فريتس
فارم فريتس (بالإنجليزية: Farm Frites )‏

شعار شركة فارم فريتس

(الشركة الدولية للتنمية الزراعية)، هو مشروع مصري، كويتي، هولندي مشترك، وأنشئت في عام 1988م كشركة مساهمة للشركة Egyptian company .
وقد خصصت فارم فريتس الدولية نفسها لوضع برنامج مستمر لتنمية المتخصصة في تربية والاختيار والتجهيز والتعبئة والتغليف لمنتجات البطاطس. والشركة تدمج الخبرات الأجنبية من الشركة الأم مع الشركة في مصر..

## مقدمة
تنتج الشركة العديد من اصناف البطاطس والخضار.
ويجدر الذكر ان أهم عميل للبطالطس هس شركة هو ماكدونالدز في الشرق الاوسط وله مواصفة خاصة به.
تنتج الشركة 22 صنف من البطاطس
تورد البطاطس من مزارع الشركة ومن المزارع المستقلة إلى شركة فارم فريتس
وهناك خمس أنواع بطاطس رئيسية يستقبلها المصنع هي:
1- إنفيتور 2- سنتانا 3- دايمونت 4- زوربا 5- صقارة.
قبل استقبال الشحنة يتم إجراء اختبارت قبول الشحنة أو رفضها.

## اختبارات الجودة على البطاطس
يتم أخذ كيس من سير التغليف كل ساعة ويجري عليه الاختبارات التالية.:
1- تقدير كمية الرطوية.
2- واختبار الأحجام والاطوال.
3- اختبار تقدير الكثافة.
4- واختبار لون البطاطس بعد القلي.
5- واختبار قرمشة البطاطس بعد القلي.